# 山川百合子
山川 百合子（やまかわ ゆりこ、1969年（昭和44年）8月14日 - ）は、日本の政治家。埼玉県草加市長（1期）。衆議院議員（1期）、埼玉県議会議員（4期）、法務省検察官適格審査会委員。日本アッセンブリーズ・オブ・ゴッド教団草加神召キリスト教会員を務めた。本名は瀨戸百合子。

## 来歴・人物
埼玉県草加市神明町に東京都立大学工学部講師（のち助教授。2004年3月退職）山川仁と令子の次女として生まれる。草加市立草加小学校、草加市立草加中学校、恵泉女学園高等学校、恵泉女学園大学人文学部英米文化学科卒業。その後イギリスに留学し、イースト・アングリア大学で開発学を、ハル大学で東南アジア研究を専攻した。 
日本インドネシアNGOネットワーク、国際人道支援を目的とするピースウィンズ・ジャパンなどの非営利団体に勤務、主にインドネシア西パプア州ソロンで人道支援活動のため通算約2年間駐在。
東ティモール紛争直後に現地入りし、緊急支援活動を展開。フェアトレードコーヒープロジェクトの立ち上げにも参画した。
母の令子が「地の塩会」を結成し市民運動を始め、1999年4月、埼玉県議会議員選挙に南1区選挙区から社会民主党推薦の無所属で立候補するも落選。その後も政治活動を続けるが2002年10月、癌告知を受けたため断念。次女の百合子に活動を引き継いだ（令子は2007年3月14日、乳癌のため64歳で死去）。
2003年4月、埼玉県議会議員選挙に南1区選挙区から民主党公認で立候補し初当選。以後、計4回連続当選。
2010年、草加市議会議員の瀬戸健一郎と結婚。
2013年5月、夫の瀬戸健一郎が同年の第23回参議院議員通常選挙に日本維新の会の比例区から立候補することを理由に民主党に離党届を提出。同選挙で夫は落選し、山川は2015年の統一地方選前に復党した。

### 2017年衆議院議員選挙
2017年9月29日、第48回衆議院議員総選挙の埼玉3区に「民進党公認」で出馬するため、埼玉県議会議員を辞職するが、同党はその前日である9月28日に、希望の党への合流を決定したばかりであった。
山川は、平和安全法制を容認することを条件にしていた希望の党に合流することは出来ないと判断し、立憲民主党からの出馬を決断した。希望の党は大阪府堺市出身で元客室乗務員の三輪麻美を「落下傘候補」として埼玉3区に擁立。10月6日、連合埼玉は山川の推薦を決定した。
10月22日の第48回衆議院議員総選挙では、埼玉3区は自由民主党の黄川田仁志が当選、山川は比例復活により初当選した。
2020年9月15日、新立憲民主党の結党に参加する。
2021年10月31日、第49回衆議院議員総選挙では、小選挙区で敗れ、前回より惜敗率を上昇させるも比例復活もならず落選。

### 2022年草加市長選挙
2022年9月22日、任期満了に伴い行われる草加市長選挙への出馬を表明した。また、出馬に伴い立憲民主党への離党届を同日付で提出し、同月中に受理された。9月28日、前回の市長選挙で浅井昌志に敗れ2019年の県議選に自民党公認で立候補し次点で落選した福田誠一が出馬表明した。同年10月23日、市長選挙執行。自民党・公明党の推薦と大野元裕知事の支援を受けた現職の浅井昌志、福田を破り、初当選した。
※当日有権者数：206,213人 最終投票率：40.71%（前回比：2.83pts）
| 候補者名   | 年齢 | 所属党派 | 新旧別 | 得票数   | 得票率 | 推薦・支持             |
| ---------- | ---- | -------- | ------ | -------- | ------ | ---------------------- |
| 山川百合子 | 53   | 無所属   | 新     | 39,813票 | 48.33% |                        |
| 浅井昌志   | 62   | 無所属   | 現     | 35,511票 | 43.10% | （推薦）自民党・公明党 |
| 福田誠一   | 58   | 無所属   | 新     | 7,061票  | 8.57%  |                        |

## 政策・主張

### 草加市長
- 2023年3月23日、山川は、埼玉県副報道長の高橋理絵が4月1日付で副市長に就任すると発表した。草加市の副市長は1人体制で、市トップとナンバー2がともに女性となるのは県内で初めて[18]。

### 衆議院議員
憲法
- 憲法改正について、2017年のアンケートでは「どちらとも言えない」と回答[19]。2021年のアンケートでは「どちらかといえば反対」と回答[20]。
- 憲法9条への自衛隊の明記について、2021年のアンケートで「どちらかといえば反対」と回答[21]。
- 憲法を改正し緊急事態条項を設けることについて、2021年の毎日新聞社のアンケートで「反対」と回答[22]。

外交・安全保障
- 安全保障関連法の成立について、2017年のアンケートで「評価しない」と回答[19]。
- 「他国からの攻撃が予想される場合には敵基地攻撃もためらうべきではない」との問題提起に対し、2021年のアンケートで「反対」と回答[20]。
- 「北朝鮮に対しては対話よりも圧力を優先すべきだ」との問題提起に対し、2017年、2021年のアンケートで「どちらかと言えば反対」と回答[19][20]。
- 普天間基地の辺野古移設について、2021年のアンケートで「どちらかと言えば反対」と回答[20]。
- 徴用工訴訟などの歴史問題をめぐる日韓の関係悪化についてどう考えるかとの問いに対し、2021年の毎日新聞社のアンケートで「より柔軟な態度で臨む」と回答[22]。

ジェンダー
- 選択的夫婦別姓制度の導入について、2017年、2021年のアンケートで「どちらかといえば賛成」と回答[23][19][20]。
- 同性婚を可能とする法改正について、2021年のアンケートで「どちらかといえば賛成」と回答[21]。
- 「LGBTなど性的少数者をめぐる理解増進法案を早期に成立させるべきか」との問題提起に対し、「どちらかといえば賛成」と回答[20]。
- クオータ制の導入について、2021年のアンケートで「賛成」と回答[21]。

経済問題
- 2017年には、長期的に消費税率を10％よりも高くすることに「どちらかと言えば賛成」と回答していたが[19]、2020年には「消費税5%導入時から今回の10%導入まで個人消費も実質賃金も下がり、日本経済は厳しい状況です。こうした現状を打破するために、消費税率を5%に引き下げます」と述べている[24]。
- アベノミクスについて、2017年のアンケートで「評価しない」と回答[19]。
- 当面は財政再建のために歳出を抑えるのではなく、景気対策のために財政出動を行うべきだ[19]。
- 経済競争力を多少犠牲にしても格差是正を優先[19]。
- 所得や資産の多い人に対する課税を強化することにどちらかと言えば賛成[19]。

その他
- 安倍内閣による森友学園問題・加計学園問題への対応について、2017年のアンケートで「評価しない」と回答[19]。
- 森友学園への国有地売却をめぐる公文書改竄問題で、2021年5月6日、国は「赤木ファイル」の存在を初めて認めた[25]。しかし5月13日、菅義偉首相はファイルの存在を踏まえた再調査を行わない考えを報道各社に書面で示した[26]。9月の自民党総裁選挙で総裁に選出された岸田文雄も10月11日、衆議院本会議の代表質問で再調査の実施を否定した[27]。国の対応をどう考えるかとの同年の毎日新聞社のアンケートに対し「さらに調査や説明をすべきだ」と回答[22]。
- 「治安を守るためにプライバシーや個人の権利が制約されるのは当然だ」との問題提起に対し、2017年のアンケートで「どちらかと言えば反対」と回答[19]。
- 組織的な犯罪の処罰及び犯罪収益の規制等に関する法律（組織犯罪処罰法）の改正（共謀罪法）を評価しない[19]。
- 幼稚園・保育所から大学まで教育を無償化することにどちらかと言えば賛成[19]。
- 首相の靖国神社参拝にどちらかと言えば反対[19]。
- 原子力規制委員会の審査に合格した原子力発電所の運転再開にどちらかと言えば反対[19]。
- いますぐ原子力発電を廃止すべきだ[19]。
- ひとり親家庭やDINKSなど家族の形は多様でよい[19]。
- 野党共闘を目指す中村喜四郎元建設相の呼びかけで始まった投票率10％アップ運動に取り組んでいる。国政選挙の投票率が低迷するのは「政治に諦めを感じて投票に行かない政権批判層が多いからだ」とし、掘り起こせば野党の得票に結びつくと分析している。自分の政策や考え方を知ってもらう、入り口の入り口として、この運動は良いきっかけになっているという[28][29]。
- 自身も不妊治療をした当事者として、生殖補助医療について取り組んでいる。立憲民主党不妊治療等に関するワーキングチームの事務局長として、厚生労働大臣宛の「不妊治療の保険適用についての提言」をまとめ、厚生労働省に提出した[30]。
- 受動喫煙防止を目的に飲食店等の建物内を原則禁煙とする健康増進法改正に賛成[31]。

## 所属団体・議員連盟
- 日本クルド友好議員連盟（副幹事長）[32]
- 日本プログレッシブ議員連盟
- 世界連邦日本国会委員会 （常任理事）[33]
- 立憲民主党不妊治療等に関するワーキングチーム （事務局長）[34]
- 人権外交を超党派で考える議員連盟 [35]